# Ultimate Fighting Championship
La Ultimate Fighting Championship (UFC) es una empresa estadounidense de artes marciales mixtas. Es considerada como la mayor empresa de MMA en el mundo, que alberga la mayor parte de los mejores peleadores del ranking en el deporte y produce eventos por todo el mundo. Dana White es el presidente de la UFC.
El primer evento de UFC se llevó a cabo en 1993 en la ciudad estadounidense de Denver, Colorado, creado por el ejecutivo Art Davie y el artista marcial brasileño Rorion Gracie. El propósito del evento fue identificar el arte marcial más efectivo en una pelea real entre competidores de diferentes disciplinas de combate, incluyendo el boxeo, jiu-jitsu brasileño, sambo, lucha, muay thai, taekwondo, karate, judo, kick boxing y otros estilos. En competiciones posteriores, los combatientes comenzaron a adoptar las técnicas más eficaces provenientes de diferentes disciplinas, lo que indirectamente ayudó a crear un estilo completamente separado de la lucha conocido actualmente como artes marciales mixtas.
UFC también ha comprado y absorbido a sus principales rivales como WFA, PRIDE, WEC, Strikeforce y EliteXC.
En abril de 2023, Endeavor Group Holdings anunció que UFC se fusionaría con la promoción de lucha libre WWE para formar TKO Group Holdings, una nueva compañía pública de propiedad mayoritaria de Endeavor, con Vince McMahon como presidente ejecutivo de la nueva entidad y White permaneciendo como presidente de UFC. Se espera que la fusión se complete en la segunda mitad de 2023.

## Historia

### UFC 100 - Final de la década de 2000-presente
La popularidad aumentó en 2009 con UFC 100 y los diez eventos que lo precedierón incluyendo UFC 90, 91, 92, 94 y 98. UFC 100 fue un éxito masivo que obtuvo 1,7 millones de compras bajo el poder de atracción del excampeón de lucha NCAA y actual superestrella de la WWE Brock Lesnar en su revancha con el excampeón de peso pesado de UFC Frank Mir, la superestrella canadiense Georges St-Pierre en un cara a cara con el artista brasileño del nocaut Thiago Alves, y la leyenda de PRIDE Dan Henderson contra el británico Michael Bisping, entrenadores rivales en The Ultimate Fighter: United States vs. United Kingdom.
UFC 100 fue el único evento que atrajo el interés por parte de ESPN, que proporcionó una amplia cobertura del evento en los días anteriores y posteriores a él. De hecho, ESPN finalmente haría una cobertura adicional de la UFC y otras noticias de AMM con el programa de televisión "MMA Live" en ESPN2 en mayo de 2010.
El paso de UFC 100 se vio obstaculizado de manera significativa en la segunda mitad de 2009 tras una serie de lesiones y otros problemas relacionados con la salud, incluyendo una amenaza peligrosa para la vida de Brock Lesnar con diverticulitis, obligando a la organización a reformar y reorganizar sus combates para varios eventos.
Sin embargo, el impulso poco a poco comenzó a recuperarse en el primer trimestre de 2010 después de las victorias en las defensas de sus campeonatos de Georges St-Pierre y Anderson Silva, así como la primera derrota de Lyoto Machida a manos de "Shogun" Rua por el título de peso semipesado de UFC. Estas peleas formaron un choque muy popular entre los excampeones de UFC y rivales Rashad Evans y Quinton Jackson-rivales en The Ultimate Fighter: Heavyweights-en UFC 114, con el primer evento principal del UFC encabezado por peleadores afroamericanos. El evento marcó más de 1 millón de dólares en compras de pago por visión, donde Evans consiguió una victoria por decisión unánime.

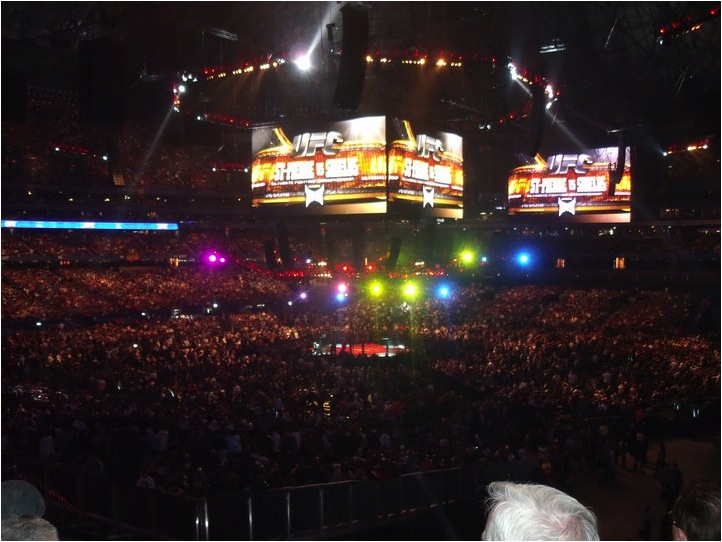
UFC 129 rompió los registros de asistencia de América del Norte.

Esta dinámica llevó hasta el verano de 2010 en UFC 116, que contó con el regreso de Brock Lesnar defendiendo su título de peso pesado de UFC contra el invicto campeón interino Shane Carwin ante 1,25 millones de espectadores de pago por visión. Lesnar sobrevivió a un aluvión inicial de golpes de Carwin que casi detuvo el árbitro Josh Rosenthal. Sin embargo, Lesnar se recuperó en la segunda ronda y logró someter a Carwin a través de un estrangulamiento de triángulo de brazo reteniendo así el campeonato indiscutible de peso pesado de UFC. El evento en su conjunto fue aclamado por la crítica en los medios de comunicación por romper con las expectativas con una serie de peleas emocionantes que fueron ofrecidas en la tarjeta de televisión.
Después de una quinta ronda dramática con una victoria en el último minuto por el campeón de peso medio de UFC Anderson Silva sobre Chael Sonnen en UFC 117, Lesnar finalmente entregó su cinturón ante el invicto Caín Velásquez en la primera ronda por nocaut técnico en UFC 121. El combate produjo el octavo nocaut de Velásquez o nocaut técnico en sus primeras nueve peleas de AMM.
UFC 129 contó con Georges St-Pierre vs. Jake Shields en el Rogers Centre en Toronto, Ontario, Canadá. Actualmente es el mayor evento de UFC en la historia de América del Norte, que coincidió con la UFC Fan Expo de dos días en el Direct Energy Centre. El evento agotó las 55.000 entradas para los ingresos de puerta de más de $11 millones, rompiendo la asistencia anterior de un evento de AMM en América del Norte.

#### Compra de WEC
Zuffa, la empresa matriz de la UFC, compró World Extreme Cagefighting a finales de 2006 y celebró el primer evento de WEC con un nuevo propietario, el 20 de enero de 2007.
El 28 de octubre de 2010, Zuffa anunció que su promoción hermana WEC se fusionaría con el UFC. WEC celebró su último evento el 16 de diciembre de 2010. Como resultado de la fusión, la UFC absorbió las divisiones de peso gallo, pluma y ligero y sus respectivos combatientes. La UFC coronó a los últimos campeones de peso pluma y peso gallo de WEC, José Aldo y Dominick Cruz, respectivamente, como los campeones inaugurales de UFC en sus nuevas divisiones de peso.

#### Compra de Strikeforce

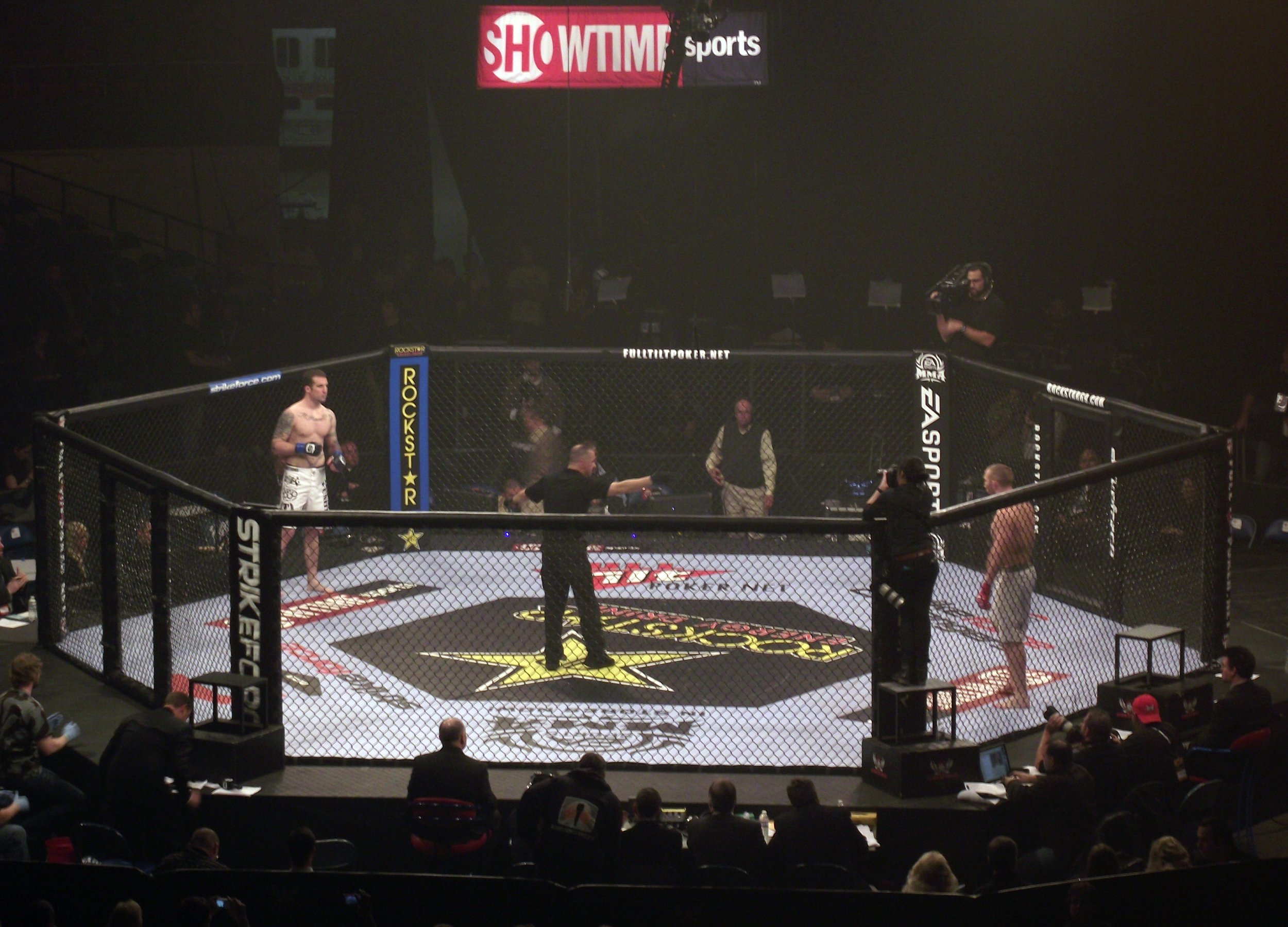
La jaula de Strikeforce.

El 12 de marzo de 2011, Dana White, reveló que la compañía matriz de la UFC (Zuffa), había comprado Strikeforce. Después de la compra, el UFC firmó a las mejores estrellas y campeones de Strikeforce, como Jason Miller, Nick Diaz, Dan Henderson, Alistair Overeem, y Cung Le. Bajo la propiedad de Zuffa, Strikeforce hizo cambios menores, incluyendo la adopción de las Normas Uniformes de artes marciales mixtas en su totalidad, el cierre de las clases de peso ligero y cesar la promoción de combates preliminares amateurs. Después de alcanzar una extensión para continuar con Strikeforce hasta el 2012, la división de peso pesado de la promoción se fusionó con la UFC, y la serie de aspirantes de la promoción se terminó.
El último evento de Strikeforce fue Strikeforce: Marquardt vs. Saffiedine el 1 de enero de 2013, después del cual la promoción se disolvió y fue absorbida por la UFC.

#### Asociación con Fox
| Evento                   | Fecha                   | Valoración | Cuota | Espectadores | Ref.   |
| ------------------------ | ----------------------- | ---------- | ----- | ------------ | ------ |
| Velasquez vs. dos Santos | 12 de noviembre de 2011 | 3.1        | 5     | 5.7 millones | [ 32 ] |
| Evans vs. Davis          | 28 de enero de 2012     | 2.6        | 5     | 4.7 millones | [ 33 ] |
| Diaz vs. Miller          | 5 de mayo de 2012       | 1.5        | 3     | 2.4 millones | [ 34 ] |
| Shogun vs. Vera          | 4 de agosto de 2012     | 1.4        | 3     | 2.4 millones | [ 35 ] |
| Henderson vs. Diaz       | 8 de diciembre de 2012  | 2.5        | 5     | 4.4 millones | [ 36 ] |
| Johnson vs. Dodson       | 26 de enero de 2013     | 2.4        | 5     | 4.2 millones | [ 37 ] |
| Henderson vs. Melendez   | 20 de abril de 2013     | 2.2        | 4     | 3.7 millones | [ 38 ] |
| Johnson vs. Moraga       | 27 de julio de 2013     | 1.5        | 3     | 2.4 millones | [ 39 ] |
| Johnson vs. Benavidez 2  | 14 de diciembre de 2013 | 1.8        | 3     | 2.8 millones | [ 40 ] |
| Henderson vs. Thomson    | 25 de enero de 2014     | 1.9        | 3     | 3.2 millones | [ 41 ] |
| Werdum vs. Browne        | 19 de abril de 2014     | 0.8        | 3     | 1.9 millones | [ 42 ] |
| Lawler vs. Brown         | 26 de julio de 2014     | 1.5        | 3     | 2.5 millones | [ 43 ] |
| dos Santos vs. Miocic    | 13 de diciembre de 2014 | 0.9        | 3     | 2.2 millones | [ 44 ] |
| Gustafsson vs. Johnson   | 24 de enero de 2015     | 1.1        | 4     | 2.8 millones | [ 45 ] |

El 18 de agosto de 2011, el Ultimate Fighting Championship y Fox anunciaron un acuerdo de difusión de siete años a través de la filial de Fox Sports, que puso fin al acuerdo entre Spike TV (ahora Paramount Network) y Versus  (ahora NBC Sports Network) con la UFC. El acuerdo incluye cuatro eventos en la red principal de Fox, 32 eventos Friday Nights por año en su cadena de cable FX, 24 eventos del reality show The Ultimate Fighter y seis eventos Fight Night.
El primer evento de televisión de la promoción - UFC on Fox: Velasquez vs. dos Santos - rompió los récords de una única pelea vista por los telespectadores. En el evento principal, Junior dos Santos destrono al entonces invicto campeón de peso pesado de UFC Caín Velásquez por KO a los 1:4 de la primera ronda. La transmisión alcanzó su punto máximo con 8,8 millones de televidentes en sintonía en la pelea con una audiencia media de 5,7 millones de dólares, por lo que es, con mucho, el evento de AMM más visto de todos los tiempos y el evento deportivo más visto desde la pelea de 2003 entre Lennox Lewis y Vitali Klitschko.
Una de las posibilidades de programación que ya está en marcha es un programa semanal de UFC estilo revista. Cuando se le preguntó sobre la posibilidad de una serie semanal de estilo revista al CEO de UFC Lorenzo Fertitta respondió: "No sólo semanalmente, pero, posiblemente, varias veces por semana tendrás una revista UFC (programa)". El UFC mantendrá el control de producción de su producto, incluyendo el uso de su equipo de transmisión de Mike Goldberg, Joe Rogan, Laura Sanko y Megan Olivi. Fox Sports producirán los pre-y posteriores-shows.

#### Asociación con ESPN
En mayo de 2018, UFC llegó a nuevos acuerdos de derechos de los medios estadounidenses con Disney Direct-to-Consumer and International and ESPN Inc., sucediendo a aquellos con 21st Century Fox, que comenzaron en enero de 2019. Los contratos de cinco años tienen un valor acumulado de $ 300 millones por -año para derechos digitales y lineales, duplicando aproximadamente la cantidad pagada por Fox en el último año de su contrato anterior, e incluye 42 eventos por año en plataformas ESPN. Las redes lineales de ESPN televisarán tarjetas preliminares para eventos UFC PPV y 10 eventos UFC on ESPN Fight Night por año. El servicio de transmisión por suscripción ESPN+ transmitirá 20 eventos exclusivos por año bajo la marca UFC on ESPN+ Fight Night; independientemente de la red, todos los eventos de Fight Night contarán con una tarjeta completa de 12 peleas, y sus preliminares se transmitirán exclusivamente en ESPN+. El servicio ESPN+ también tendrá derechos a pedido para el contenido de la biblioteca y el archivo UFC, las nuevas temporadas de Dana White's Contender Series y otro contenido original nuevo. UFC Fight Pass se podrá comprar como un complemento para ESPN+ para transmitir eventos de pago por evento.
El 18 de marzo de 2019, se anunció que ESPN había alcanzado una extensión de dos años del contrato. Además, se anunció que en los Estados Unidos, los futuros PPV de UFC solo se venderán a través de ESPN+ a sus suscriptores, y ya no se venderán a través de proveedores de televisión tradicionales a partir de UFC 236. Al mismo tiempo, el precio estándar para UFC Los PPV se redujeron a $ 59.99 (desde $ 64.99), y los nuevos suscriptores también podrán comprar un paquete de UFC PPV y un año de ESPN+.

#### Mujeres en UFC
El 16 de noviembre de 2012, a un día de UFC 154: St-Pierre vs. Condit, Dana White confirmó con Jim Rome que UFC contaría con mujeres peleadoras, siendo la campeona de Strikeforce Ronda Rousey la primera de ellas. Posteriormente, se convirtió en la primera campeona de UFC, la primera medallista olímpica con un título de la UFC, y la primera mujer en defender el título de UFC.
El 11 de diciembre de 2013, el UFC tomó los contratos de 11 mujeres para llenar su nueva división de las 115 libras. La campeona inaugural se decidirá quién gané el The Ultimate Fighter 20. Algunas de las combatientes son Felice Herrig, Claudia Gadelha, Tecia Torres, Bec Hyatt, Joanne Calderwood, y la campeona de peso paja de Invicta FC Carla Esparza y muchas más.

## Reglas
Las normas actuales de la Ultimate Fighting Championship se habían establecido originalmente por la Junta de Control de Atletismo de Nueva Jersey. El conjunto de "Reglas Unificadas de Artes Marciales Mixtas" que Nueva Jersey establecía ha sido adoptada en otros estados que regulan las artes marciales mixtas, incluyendo Nevada, Luisiana y California. Estas reglas también son utilizados por muchas otras promociones dentro de los Estados Unidos, llegando a ser obligatorio para los estados que han adoptado las normas, por lo que se han convertido en el conjunto estándar de facto de las normas para las artes marciales mixtas profesionales en todo el país.

### Rondas gordas
Los combates de UFC varían en longitud máxima, en función de si el combate es para un título del Campeonato, o es la pelea de una cartelera "evento principal". En todas las peleas, cada ronda no puede tener más de cinco minutos. Las peleas por el campeonato duran un máximo de cinco rondas. Comenzando con UFC 138 el 5 de noviembre de 2011, fuera de campeonato "evento principal" (es decir, la pelea final en la tarjeta) también duran un máximo de cinco rondas. Las peleas no principales en los eventos duran un máximo de tres rondas. UFC on FX: Alves vs. Kampmann destaca por tener dos peleas de peso mosca en la organización como parte de su primer torneo de peso mosca. Hay un período de descanso de un minuto entre rondas.

### Divisiones de peso
La organización actualmente utiliza ocho categorías de peso:
| Categoría de peso | Límite superior | Límite superior    | Límite superior |
| Categoría de peso | en libras (lb)  | en kilogramos (kg) |                 |
| ----------------- | --------------- | ------------------ | --------------- |
| Peso mosca        | 125             | 56.7               | 8 st 13 lb      |
| Peso gallo        | 135             | 61.2               | 9 st 9 lb       |
| Peso pluma        | 145             | 65.8               | 10 st 5 lb      |
| Peso ligero       | 155             | 70.3               | 11 st 1 lb      |
| Peso wélter       | 170             | 77.1               | 12 st 2 lb      |
| Peso mediano      | 185             | 83.9               | 13 st 3 lb      |
| Peso semipesado   | 205             | 93.0               | 14 st 9 lb      |
| Peso pesado       | 265             | 120.2              | 18 st 13 lb     |

Además, existe otra clase de peso especificada en las reglas unificadas de MMA que no es empleada por la UFC:
- Peso superpesado: Sin límite (no hay límites de peso)

### El Octágono

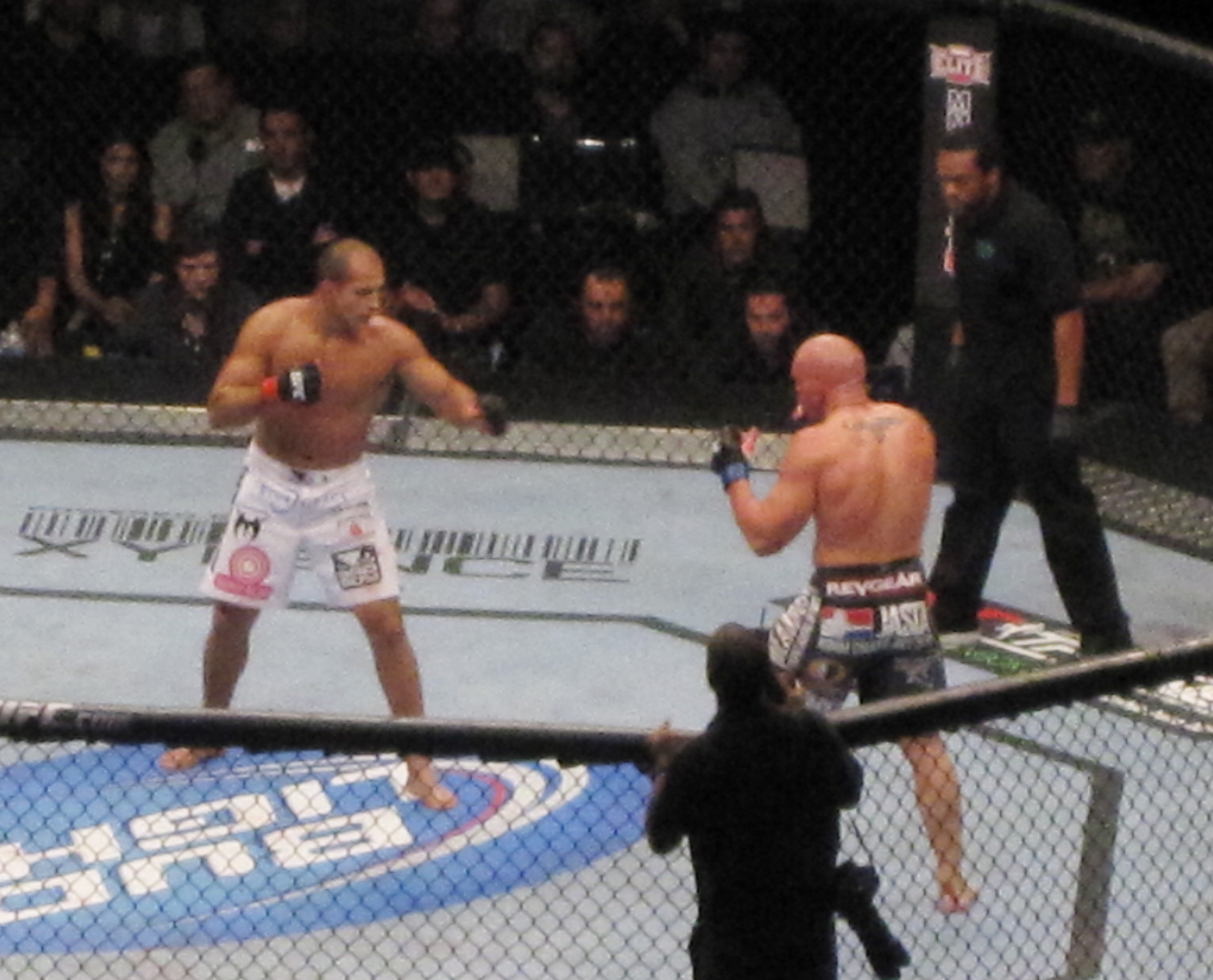
Imagen del Octágono en UFC 131: Júnior dos Santos vs. Shane Carwin.

La jaula de UFC es una estructura octogonal con paredes de metal alambrado revestido con vinilo negro y tiene un diámetro de 32 pies (9,8 m), permitiendo que 30 pies (9,1 m) de espacio de punto a punto. La valla es de 5 pies 6 pulgadas (1,70 m) a 5 pies y 8 pulgadas de altura (1,78 m). La jaula se asienta encima de una plataforma, elevándola 4 pies (1,2 m) del suelo. Cuenta con acolchado de espuma en la parte superior de la valla y entre cada una de las ocho secciones. También cuenta con dos puertas de entrada y salida opuestas entre sí. La alfombra, pintada con los logotipos de patrocinio y arte, se sustituye en cada evento.

### Atuendo
Todos los competidores deben pelear en pantalones cortos aprobados, sin zapatos. No se permiten camisas, gis o pantalones largos (incluyendo pantalones gi). Los combatientes deben usar guantes ligeros de dedos abiertos aprobados que incluyan al menos 1" de relleno alrededor de los nudillos (110 a 170 g / 4 a 6 onzas) que permitan a los dedos agarrar. Estos guantes permiten a los combatientes golpear con menos riesgo de una mano dañada o rota, al tiempo que conserva la capacidad de agarrar y luchar. También se requiere un protector bucal y suspensorio que debe ser supervisado por un funcionario del Comité de Atletismo del Estado antes de ser autorizados para entrar en la jaula/octágono. El uniforme oficial hasta 2021 era de marca Reebok. Actualmente el contrato es con Venum.

### Resultados de un combate
Los combates pueden terminar a través de:
- Sumisión: un peleador palmea la alfombra o a su oponente, expresa verbalmente, o claramente comunica estar sufriendo de dolor (por ejemplo al gritar) a un nivel que hace que el árbitro detenga la pelea. Además, una sumisión técnica puede ser llamada cuando un peleador pierde el conocimiento o bien está a punto de sufrir lesiones graves.
- KO: un peleador entra en un estado de inconsciencia.
- KO técnico (TKO): el árbitro decide que un peleador no puede continuar.
- Decisión de los jueces: En función de puntuación, un combate puede terminar como:
  1. Decisión unánime: los tres jueces votan al mismo peleador.
  2. Decisión mayoritaria: dos jueces votan una victoria para un peleador, el tercero vota empate.
  3. Decisión dividida: dos jueces votan una victoria para un peleador, el tercero opta por el otro peleador.
  4. Decisión técnica: un peleador se vuelve incapaz de continuar como resultado de una acción involuntaria o un movimiento, lo que resulta en una decisión basada en las rondas terminadas y sin terminar si el número de rondas que se juzga es suficiente.
  5. Empate unánime:;los tres jueces votan un empate.
  6. Empate mayoritario: dos jueces votan por un empate, el tercer juez vota por una victoria.
  7. Empate dividido: un juez vota victoria para un peleador, el segundo vota por una victoria para el otro peleador, y el tercero vota un empate.
  8. Empate técnico: el combate finaliza de una manera similar a la de una decisión técnica, con el resultado de los jueces resulta en un empate.
- Descalificación: un peleador intencionalmente ejecuta un movimiento ilegal que es considerado por el árbitro o adversario dañino o lo suficientemente importante como para alterar negativamente el rendimiento del oponente en la pelea, lo que resulta en la victoria del oponente.
- Sin resultado: un peleador se vuelve incapaz de continuar o competir de manera efectiva como consecuencia de un elemento intencionalmente ilegal. Además, el combate puede ser descartado sin ganador si el resultado original de la pelea se cambia debido a las circunstancias insatisfactorias o ilegales, como una interrupción prematura o dar positivo por sustancias prohibidas de un peleador.

### Criterio a juzgar
Tres jueces puntúan cada ronda y el ganador de cada una recibe diez puntos, mientras que el perdedor recibe nueve puntos o menos. Las puntuaciones de 10-8 se conceden normalmente para las rondas dominantes y cualquier cosa más dominante se puntúa menos. Las rondas de 10-7 rara vez se ven.

### Faltas
La Comisión Atlética del estado de Nevada califica los elementos de la siguiente lista como falta – capítulo 467 para combates sin armas:
1. Morder.
2. Presionar directamente los ojos de cualquier forma.
3. Introducir los dedos en cualquier orificio del cuerpo del oponente, así como en cortes o heridas.
4. Patear o pisar la cabeza o cuello del oponente cuando está en el suelo.
5. Manipular articulaciones pequeñas.
6. Agarrar el pelo.
7. Cabezazos.
8. Atacar a la nuca o la columna vertebral.
9. Golpear con la punta del codo en sentido descendente.
10. Golpear la garganta o agarrar la tráquea.
11. Arañar, pellizcar o torcer la piel.
12. Agarrar la clavícula.
13. Intentar romper el hueso de un oponente intencionadamente.
14. Patear la cabeza de un oponente cuando está en el suelo.
15. Dar rodillazos en la cabeza de un oponente cuando está en el suelo.
16. Pisar a un oponente en el suelo.
17. Patear con el talón los riñones.
18. Clavar a un oponente en la lona con la cabeza o el cuello (ver Piledriver).
19. Lanzar al oponente fuera de la jaula.
20. Agarrar las guantillas, la ropa del oponente.
21. Escupir al oponente.
22. Cualquier conducta antideportiva que cause daño a un oponente.
23. Agarrar las rejas.
24. Usar un lenguaje ofensivo.
25. Atacar al oponente en el descanso.
26. Atacar al oponente mientras está en custodia del árbitro.
27. Atacar al oponente después de acabar la ronda.
28. Ignorar las instrucciones del árbitro.
29. Intimidación, evadir contacto con el oponente, caerse intencionalmente o fingir estar lesionado.
30. Interferir con la esquina.
31. Arrojar la toalla durante la pelea.
32. La aplicación de cualquier sustancia extraña en el cabello, cuerpo, ropa o guantillas antes o durante la pelea que podría resultar en una ventaja injusta.

Cuando se comete una falta de manera involuntaria y sin incidentes el árbitro amonesta verbalmente al peleador y le quita uno o más puntos como penalización. Si la falta se comete intencionalmente el combate se suspende, un médico revisa al peleador afectado, y si ve que puede continuar el combate a su adversario solo se le penaliza quitándole puntos y advirtiéndole de que a la tercera falta será descalificado.
Si debido a una lesión cometida por una falta el peleador no puede continuar el combate, su adversario pierde por descalificación.

## The Ultimate Fighter
Los combates que se producen en The Ultimate Fighter se clasifican como exhibiciones, y por lo tanto no cuentan para el registro profesional de un peleador.
Estas exposiciones tienen dos o tres rondas, dependiendo de las reglas utilizadas para cada temporada. En la mayoría de ellas, los combates preliminares (antes de los combates de semifinales) fueron dos rondas, en la segunda temporada, todos los combates tenían tres rondas.

## Eventos de UFC

### Equipo de producción

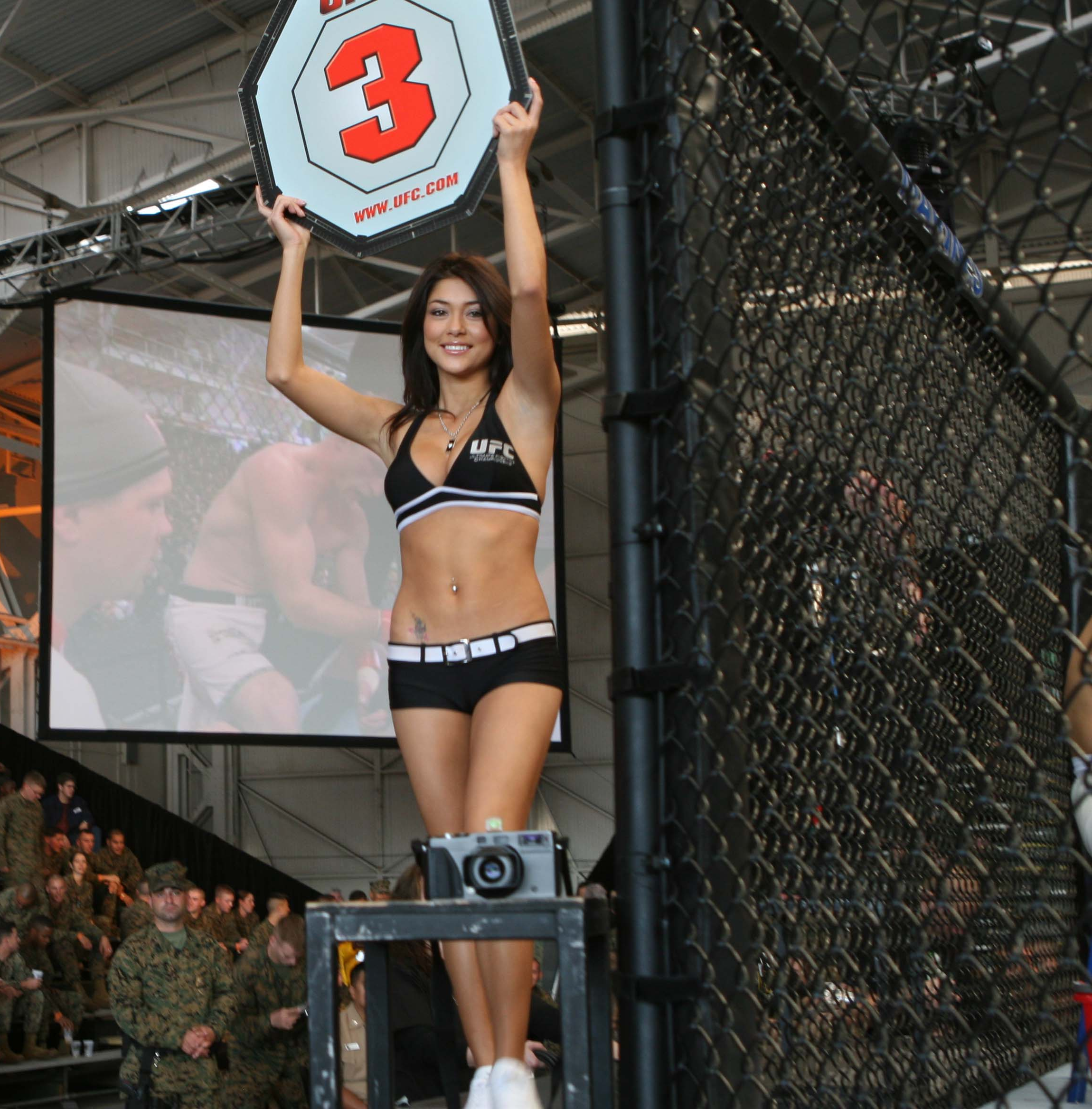
Octagon girl Arianny Celeste.

El comediante y cinturón negro de Jiu-Jitsu Brasileño Joe Rogan y el comentarista deportivo y anunciador Jon Anik proporcionan los comentarios durante la emisión de casi todos los eventos de UFC en los Estados Unidos. Joe Rogan y Mike Goldberg (quien se retiró de la promoción de la UFC en 2016 luego de UFC 207), fueron los comentaristas de los eventos en vivo durante 20 años, desde 1997 hasta 2016. La "Veterana Voz del Octágono" Bruce Buffer anuncia los combates. Arianny Celeste, Brittney Palmer, Chrissy Blair y Vanessa Hanson son las chicas del Octágono. Cada peleador tiene asignado un curador de cortes por la promoción que se preocupa por el peleador antes de la pelea y entre rondas. Jacob "Stitch" Duran es uno de los mejores cutmen conocidos que trabajaron para la organización.
A nivel mundial los eventos se emiten en los siguientes canales:
América:
- América Latina: UFC Fight Pass, Disney+, ESPN
- Argentina: Fox Sports, Disney+
- Brasil: Combate
- Chile: Disney+, ESPN Premium
- Estados Unidos: ESPN Deportes, ESPN, ESPN+
- México: Fox Sports Premium, Fox Sports

Europa:
- Rusia: Russia-2, Match TV
- España: Eurosport 2 y Eurosport Player

### Sueldos por combatir y contratos
Un peleador de UFC en general no tiene salario fijo. Se les paga por combate, con cantidades que dependen de lo conocido que sea el peleador. A los peleadores se les paga dinero por pelear con un bono adicional si ganan. Los bonos en efectivo también se conceden por "Pelea de la Noche" y "Actuación de la Noche" (anteriormente conocido "KO de la Noche" y "Sumisión de la Noche"). El importe de estos bonos es de $ 50,000. Las cantidades contratadas generalmente tienen que ser declaradas a la Comisión Atlética del Estado. En los últimos años los contratos de los peleadores de UFC y los derechos de comercialización han sido objeto de controversia entre los combatientes (representados por el crecimiento de la Asociación de Combatientes de Artes marciales mixtas) y UFC, que ha intentado defender las regulaciones existentes.

## Récords de UFC
| Récord                                      | Peleador                                       | N.º               |
| ------------------------------------------- | ---------------------------------------------- | ----------------- |
| Campeón más joven                           | Jon Jones                                      | 23 años           |
| Campeón más viejo                           | Randy Couture                                  | 45 años           |
| Reinado más largo como campeón              | Anderson Silva                                 | 2,457 días        |
| Más veces campeón                           | Randy Couture                                  | 5                 |
| Más peleas                                  | Jim Miller                                     | 45                |
| Más victorias                               | Jim Miller                                     | 26                |
| Más finalizaciones                          | Charles Oliveira                               | 20                |
| Más nocauts                                 | Derrick Lewis                                  | 15                |
| Más sumisiones                              | Charles Oliveira                               | 16                |
| Más victorias por decisión                  | Georges St-Pierre                              | 12                |
| Más victorias en peleas por el título       | Jon Jones                                      | 14                |
| Más peleas por el título                    | Randy Couture Georges St-Pierre Jon Jones      | 15                |
| Más defensas del título                     | Demetrious Johnson                             | 11                |
| Mayor racha de victorias                    | Anderson Silva                                 | 16                |
| Más bonos de la noche                       | Donald Cerrone                                 | 18                |
| Más premios a la Actuación de la Noche      | Charles Oliveira                               | 9                 |
| Más premios al KO de la Noche               | Anderson Silva                                 | 7                 |
| Más premios a la Sumisión de la Noche       | Joe Lauzon                                     | 6                 |
| Más premios a la Pelea de la Noche          | Edson Barboza Frankie Edgar Nate Diaz          | 8                 |
| Tiempo total de pelea                       | Frankie Edgar                                  | 6:02:51           |
| Más derribos en una pelea                   | Khabib Nurmagomedov                            | 21 de 27 intentos |
| Nocaut más rápido                           | Jorge Masvidal                                 | 0:05              |
| Sumisión más rápida                         | Oleg Taktarov                                  | 0:09              |
| Sumisión más rápida en peleas por el título | Ronda Rousey                                   | 0:14              |
| Finalización más tardía                     | Demetrious Johnson Max Holloway Yair Rodríguez | 4:59, 5.ª ronda   |

## Campeones actuales
| División            | Peso             | Campeón               | Desde el                                         | Defensas del título |
| ------------------- | ---------------- | --------------------- | ------------------------------------------------ | ------------------- |
| Peso pesado         | 120 kg (264 lb)  | Tom Aspinall          | 21 de junio de 2025 (Por el retiro de Jon Jones) | 0                   |
| Peso semipesado     | 93 kg (205 lb)   | Magomed Ankalaev      | 8 de marzo de 2025 (UFC 313)                     | 0                   |
| Peso mediano        | 84 kg (185 lb)   | Khamzat Chimaev       | 16 de agosto de 2025(UFC 319)                    | 0                   |
| Peso wélter         | 77 kg (169 lb)   | Jack Della Maddalena  | 10 de mayo de 2025 (UFC 315)                     | 0                   |
| Peso ligero         | 71 kg (156 lb)   | Ilia Topuria          | 29 de junio de 2025 (UFC 317)                    | 0                   |
| Peso pluma          | 65.5 kg (144 lb) | Alexander Volkanovski | 12 de abril de 2025 (UFC 314)                    | 0                   |
| Peso gallo          | 61 kg (134 lb)   | Merab Dvalishvili     | 14 de septiembre de 2024 (UFC 306)               | 2                   |
| Peso mosca          | 57 kg (125 lb)   | Alexandre Pantoja     | 8 de julio de 2023 (UFC 290)                     | 4                   |
| Peso gallo femenino | 61 kg (134 lb)   | Kayla Harrison        | 7 de junio de 2025 (UFC 316)                     | 0                   |
| Peso mosca femenino | 57 kg (125 lb)   | Valentina Shevchenko  | 14 de septiembre de 2024 (UFC 306)               | 1                   |
| Peso paja femenino  | 52 kg (114 lb)   | Weili Zhang           | 12 de noviembre de 2022 (UFC 281)                | 3                   |

## Salón de la Fama
| Nombre             | Introducción                                        | Notas |
| ------------------ | --------------------------------------------------- | ----- |
| Royce Gracie       | 21 de noviembre de 2003 (UFC 45)                    |       |
| Ken Shamrock       | 21 de noviembre de 2003 (UFC 45)                    |       |
| Dan Severn         | 16 de abril de 2005 (UFC 52)                        |       |
| Randy Couture      | 24 de junio de 2006 (The Ultimate Fighter 3 Finale) |       |
| Mark Coleman       | 1 de marzo de 2008 (UFC 82)                         |       |
| Chuck Liddell      | 11 de julio de 2009 (UFC 100)                       |       |
| Charles Lewis, Jr. | 11 de julio de 2009 (UFC 100)                       | [ a ] |
| Matt Hughes        | 29 de mayo de 2010 (UFC 114)                        |       |
| Tito Ortiz         | 7 de julio de 2012 (UFC 148)                        |       |
| Pat Miletich       | 6 de julio de 2014 (The Ultimate Fighter 19 Finale) |       |

Renovado
| Era moderna         | Era pionera              | Contribuidores | Combate                                | Introducción                       | Notas |
| ------------------- | ------------------------ | -------------- | -------------------------------------- | ---------------------------------- | ----- |
| Forrest Griffin     | Stephan Bonnar           |                | Forrest Griffin vs. Stephan Bonnar 1   | 6 de julio de 2013 (UFC 162)       | [ b ] |
| B.J. Penn           | Bas Rutten               | Jeff Blatnick  | Matt Hughes vs. Frank Trigg 2          | 11 de julio de 2015 (UFC 189)      |       |
|                     | Antônio Rodrigo Nogueira | Bob Meyrowitz  | Mark Coleman vs. Pete Williams         | 10 de julio de 2016 (UFC Fan Expo) |       |
| Don Frye            |                          | Bob Meyrowitz  | Mark Coleman vs. Pete Williams         | 10 de julio de 2016 (UFC Fan Expo) |       |
| Urijah Faber        | Maurice Smith            | Joe Silva      |                                        | 6 de julio de 2017                 |       |
| Urijah Faber        | Kazushi Sakuraba         | Joe Silva      |                                        | 6 de julio de 2017                 |       |
| Ronda Rousey        | Matt Serra               | Bruce Connal   | Maurício Rua vs. Dan Henderson 1       | 5 de julio de 2018                 |       |
| Ronda Rousey        | Matt Serra               | Art Davie      | Maurício Rua vs. Dan Henderson 1       | 5 de julio de 2018                 |       |
| Michael Bisping     | Rich Franklin            |                | Diego Sánchez vs. Clay Guida           | 5 de julio de 2019                 |       |
| Rashad Evans        | Rich Franklin            |                | Diego Sánchez vs. Clay Guida           | 5 de julio de 2019                 |       |
| Georges St-Pierre   | Kevin Randleman          | Marc Ratner    | Jon Jones vs. Alexander Gustafsson     | 24 de septiembre de 2021           |       |
| Khabib Nurmagomedov |                          |                | Khabib Nurmagomedov vs. Conor McGregor | 5 de marzo de 2022 (UFC 270)       |       |

1. ↑  Único no-combatiente incluido en el Salón de la Fama de UFC.
2. ↑  Único combatiente que no fue campeón del UFC en ser incluido en el Salón de la Fama de UFC.